# بلوک‌زنی رجبی
بلوک زنی رجبی یک منطقهٔ مسکونی در ایران است که در دهستان بنارویه واقع شده‌است.